# 10306 Pagnol
10306 Pagnol (1990 QY) là một tiểu hành tinh vành đai chính được phát hiện ngày 21 tháng 8 năm 1990 bởi E. W. Elst ở Đài thiên văn Haute-Provence.